# هؤلاء يقاتلون لبلدهم
هؤلاء يقاتلون لبلدهم (بالروسية: Они сражались за Родину) (بالإنجليزية: They Fought for Their Country)‏، هي فيلم عسكري سوفيتي، أنتج عام 1975م، أدخل الفيلم في مشاركة مهرجان كان السينمائي عام 1975م.

## قصة الفيلم
القصة حول إحدى معارك ستالينغراد السوفيتية لمحاولتهم صد الهجوم الألماني خلال فترة الحرب العالمية الثانية.

## مصدر
1. ↑  "Festival de Cannes: They Fought for Their Country". festival-cannes.com. مؤرشف من الأصل في 2015-02-06. اطلع عليه بتاريخ 2009-04-29.

## وصلة خارجية
- هؤلاء يقاتلون لبلدهم على موقع IMDb (الإنجليزية)
- هؤلاء يقاتلون لبلدهم على موقع روتن توميتوز (الإنجليزية)
- هؤلاء يقاتلون لبلدهم على موقع ألو سيني (الفرنسية)
- هؤلاء يقاتلون لبلدهم على موقع Turner Classic Movies (الإنجليزية)
- هؤلاء يقاتلون لبلدهم على موقع أول موفي (الإنجليزية)
- هؤلاء يقاتلون لبلدهم على موقع فيلمافينيتي (الإسبانية)
- هؤلاء يقاتلون لبلدهم على موقع قاعدة بيانات الأفلام السويدية (السويدية)
- هؤلاء يقاتلون لبلدهم على موقع قاعدة بيانات الفيلم (الإنجليزية)
- هؤلاء يقاتلون لبلدهم على موقع ليتربوكسد (الإنجليزية)
- هؤلاء يقاتلون لبلدهم على موقع كينوبويسك (الروسية)